# Vladimer Gamkrelidze
Vladimer Gamkrelidze (en georgiano: ვლადიმერ გამყრელიძე; Ambrolauri, 11 de junio de 2001) es un deportista georgiano que compite en lucha libre.
Ganó una medalla de plata en el Campeonato Mundial de Lucha de 2023 y dos medallas de bronce en el Campeonato Europeo de Lucha, en los años 2022 y 2025.

## Palmarés internacional
| Campeonato Mundial | Campeonato Mundial      | Campeonato Mundial | Campeonato Mundial |
| Año                | Lugar                   | Medalla            | Categoría          |
| ------------------ | ----------------------- | ------------------ | ------------------ |
| 2023               | Belgrado (Serbia)       | Medalla de plata   | 79 kg              |
| Campeonato Europeo |                         |                    |                    |
| Año                | Lugar                   | Medalla            | Categoría          |
| 2022               | Budapest (Hungría)      | Medalla de bronce  | 79 kg              |
| 2025               | Bratislava (Eslovaquia) | Medalla de bronce  | 79 kg              |